# Diplostomum
Diplostomum ist eine Gattung der Saugwürmer, die im Dünndarm fischfressender Vögel parasitiert.

## Lebenszyklus
Wie alle Diplostomidae haben die Vertreter einen dreiwirtigen Entwicklungszyklus. Erster Zwischenwirt sind Schnecken. Die für den Endwirt ansteckenden Metazerkarien entwickeln sich im zweiten Zwischenwirt, Süßwasserfischen. Hier befallen sie die Augen, insbesondere Linse und Glaskörper. Deshalb sind diese Larvenstadien besser untersucht als die Adulten, auch Nordmanns Erstbeschreibung basiert auf den Metazerkarien. Sie sind blattförmig, oval und bis zu 0,5 mm lang. Der Bauchsaugnapf liegt im zweiten Drittel des Körpers. Sie sind ausgesprochen mobil und können mehrere Jahre im Zwischenwirt Fisch infektiös bleiben. Die Metazerkarien können auch in andere Organe und Gewebe des Fisches wandern und dort Schäden verursachen.

## Arten
- Diplostomum adamsi
- Diplostomum antarcticum
- Diplostomum ardeae
- Diplostomum auriflavum
- Diplostomum baeri
- Diplostomum chromatophorum
- Diplostomum dominicanum
- Diplostomum flexicaudum
- Diplostomum garrae
- Diplostomum gavium
- Diplostomum gobiorum
- Diplostomum helveticum
- Diplostomum heterobranchi
- Diplostomum hupehensis
- Diplostomum huronense
- Diplostomum kronschnepi
- Diplostomum longicollis
- Diplostomum lunaschiae
- Diplostomum magnicaudum
- Diplostomum mahonae
- Diplostomum marshalli
- Diplostomum mataguaroi
- Diplostomum mergi
- Diplostomum minutum
- Diplostomum montanum
- Diplostomum nordmanni
- Diplostomum paraspathaceum
- Diplostomum petromyzifluviatilis
- Diplostomum phoxini
- Diplostomum pseudomergi
- Diplostomum pseudospathaceum
- Diplostomum pungiti
- Diplostomum pusillum
- Diplostomum rauschi
- Diplostomum repandum
- Diplostomum rutili
- Diplostomum scudderi
- Diplostomum shigini
- Diplostomum spathaceum
- Diplostomum tilapiae
- Diplostomum volvens